# John Frusciante
Vous lisez un « bon article » labellisé en 2013.
John Anthony Frusciante, né le 5 mars 1970 à Astoria (New York), est un auteur-compositeur-interprète, multi-instrumentiste, et producteur américain. Depuis 2019, il est le guitariste du groupe de rock américain Red Hot Chili Peppers, poste qu'il occupe déjà entre 1988 et 1992 puis entre 1998 et 2009. Entamant une carrière solo en 1994, il enregistre quinze albums et onze EP, certains étant publiés sous son pseudonyme Trickfinger.
Issu d'une famille de musiciens, il s'intéresse à la musique dès son enfance et commence à jouer de la guitare à l'âge de dix ans. Après avoir vécu un temps en Arizona puis en Floride, il s'installe à Los Angeles pour terminer son cursus scolaire. Au milieu des années 1980, il devient fan des Red Hot Chili Peppers et admire leur guitariste Hillel Slovak. En 1988, après la mort de ce dernier par overdose d'héroïne et le départ du guitariste remplaçant Blackbyrd McKnight, John Frusciante est auditionné par Flea et Anthony Kiedis puis intègre le groupe. Il enregistre son premier album avec les Red Hot Chili Peppers, Mother's Milk, en 1989. En 1991, la popularité du groupe explose après la sortie de l'album Blood Sugar Sex Magik. Après ce succès éphémère, John Frusciante sombre dans l'addiction à l'héroïne et à la cocaïne. Gêné par la forte médiatisation du groupe et par son nouveau statut de rock star, il quitte une première fois les Red Hot Chili Peppers en 1992, lors d'une tournée au Japon.
Après plusieurs années d’absence et une cure de désintoxication, Frusciante réintègre le groupe pour l'enregistrement de l'album Californication, en 1999. Par la suite, il participe aux albums By the Way et Stadium Arcadium, qui apportent la consécration au groupe. Parallèlement, Frusciante mène également une carrière solo active. Il enregistre onze albums studio sous son propre nom entre 1994 et 2012, et collabore longuement avec Omar Rodríguez-López. Il fonde également le groupe Ataxia avec Joe Lally et Josh Klinghoffer. Ses compositions en solo incorporent plusieurs influences, notamment de rock expérimental, de new wave, d'electronica et d'ambient.
En 2009, Frusciante annonce quitter définitivement les Red Hot Chili Peppers afin de se consacrer à ses projets personnels ; il est remplacé par son ami Josh Klinghoffer, qui a déjà participé à leur tournée Stadium Arcadium tour. En 2012, il intègre le Rock and Roll Hall of Fame en tant qu'ancien membre des Red Hot Chili Peppers. Le 15 décembre 2019, il rejoint à nouveau le groupe en remplacement de Josh Klinghoffer.

## Biographie

### Jeunesse et débuts (1970-1987)

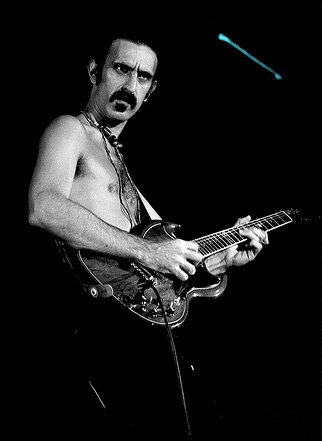
Dans sa jeunesse, John Frusciante est fan de plusieurs guitaristes, dont Frank Zappa.

John Anthony Frusciante naît le 5 mars 1970 dans le Queens, à New York. Il est d'origine italienne. Son père, John Sr., est un pianiste qualifié issu de la Juilliard School, et sa mère, Gail, est une chanteuse au talent prometteur, mais qui a délaissé sa carrière pour être mère au foyer. Il a par ailleurs deux frères et deux sœurs. Après avoir vécu à New York, la famille de Frusciante part s'installer à Tucson, dans l'État de l'Arizona, puis dans l'État de Floride, où son père exerce la profession de juge, dans le Comté de Broward. Par la suite, ses parents se séparent. Frusciante part alors en compagnie de sa mère vers Santa Monica, en Californie. Comme de nombreux jeunes Californiens de l'époque, il assiste au développement du punk rock, grâce à des groupes issus de Los Angeles. Déjà passionné de musique à l'âge de neuf ans, il admire le groupe The Germs, et son album (GI).
À l'âge de dix ans, il décide de prendre des leçons de guitare avec un professeur qui l'initie au genre musical des Red Hot Chili Peppers, le rock alternatif. Il travaille également des morceaux de grands guitaristes tels que Jimi Hendrix, Jeff Beck, Frank Zappa ou encore Jimmy Page. Avec l'accord de ses parents, il quitte le lycée à l'âge de seize ans et part pour Los Angeles, afin de perfectionner son jeu et sa dextérité musicale. Il intègre alors le Musicians institute, à Hollywood, mais le quitte peu de temps après.

### Red Hot Chili Peppers (1988-1992)

#### Mother's Milk
John Frusciante assiste tout d'abord à un concert des Red Hot Chili Peppers à l'âge de quinze ans, et devient rapidement un grand fan du groupe. Il admire le guitariste de l'époque, Hillel Slovak. Par la suite, en 1988, il se lie d'amitié avec le batteur du groupe de punk hardcore des Dead Kennedys, D.H. Peligro. Les deux musiciens jouent désormais régulièrement ensemble, et Peligro invite son ami Flea, le bassiste des Red Hot Chili Peppers. Frusciante fait alors quelques accords avec Flea ; les deux hommes développent une alchimie musicale immédiate. Flea admet ultérieurement qu'il joue un des premiers riffs de basse de Nobody Weird Like Me. Dans le même temps, Frusciante envisage de passer l'audition pour le groupe de Frank Zappa mais change d'avis juste avant de s'exécuter, car Zappa est contre l'usage de drogues. Frusciante quant à lui, souhaite s'en administrer. Il déclare : « J'ai réalisé que je voulais être une rock star, prendre de la drogue et sortir avec des filles, et je n'aurais pas pu le faire si j'avais été dans le groupe de Zappa »,,.
Hillel Slovak, idole de Frusciante et guitariste des Red Hot Chili Peppers, meurt en 1988 d'une overdose. Jack Irons, le batteur, part en dépression et quitte la formation. Anthony Kiedis et Flea, les deux membres restants, décident toutefois de ne pas dissoudre le groupe. Ils choisissent d'intégrer Peligro à la batterie, ainsi que Blackbyrd McKnight, à la guitare. Cependant, ce dernier échoue et n'arrive pas à connecter sa musique Parliament-Funkadelic à celle du groupe. Flea propose alors l'audition de Frusciante. Avec Anthony Kiedis, Flea auditionne le jeune guitariste. Après sa prestation, le chanteur et le bassiste des Red Hot Chili Peppers concluent qu'il peut remplacer McKnight. Lorsque Flea l'appelle pour lui annoncer son intégration au sein du groupe, Frusciante crie de joie, saute contre les murs de sa chambre, laissant des marques de chaussures permanentes sur celui-ci. À ce moment, Frusciante est déjà sur le point de signer un contrat avec Thelonious Monster, un groupe de punk rock. Engagé au sein des Red Hot Chili Peppers, il décide de ne pas donner suite à ce contrat et intègre le groupe dont il est fan.
Malgré son admiration pour la musique du groupe, Frusciante ne pense pas être un guitariste funk. Il déclare : « Je n'étais pas vraiment un musicien funk avant de rejoindre le groupe. J'ai appris tout ce dont j'avais besoin pour m'associer musicalement à Flea, en étudiant le jeu d'Hillel [Slovak], et j'ai tout pris de celui-ci. »,. Quelques semaines après l'intégration de Frusciante, le groupe décide de se séparer de son nouveau batteur D.H. Peligro. En effet, ce dernier consomme abondamment de la drogue, et ses prestations musicales en pâtissent. Chad Smith prend sa place à la batterie et le quatuor est prêt pour l'enregistrement de son nouvel album, Mother's Milk. Dans un premier temps, John Frusciante ne se sent pas capable de succéder à Slovak. De plus, le producteur Michael Beinhorn veut du guitariste un style inédit, proche du heavy metal, qui ne fait pas partie des influences du groupe. Enfin, Kiedis et Flea passent leur temps à se moquer du jeune guitariste, même si Kiedis éprouve une forte admiration pour lui. L'enregistrement est difficile pour Frusciante mais se termine dans de bonnes conditions.

#### Blood Sugar Sex Magik

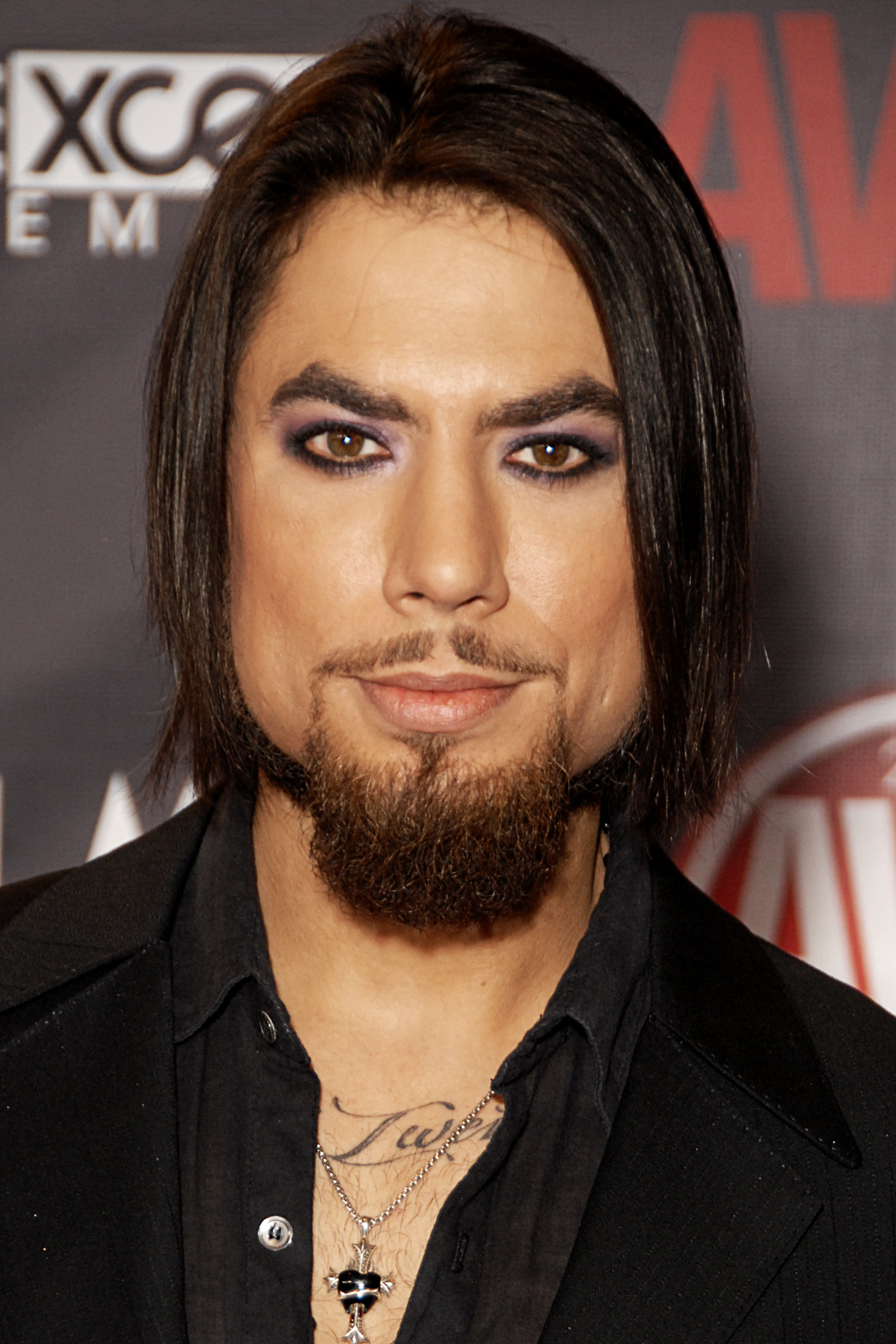
Après le premier départ de Frusciante, le groupe fait appel à Dave Navarro pour le remplacer.

Après le succès de l'album Mother's Milk, le groupe décide de cesser toute collaboration avec Michael Beinhorn. Anthony Kiedis choisit comme nouveau producteur Rick Rubin et se prépare à l'enregistrement de son nouvel album. Sur demande de Rick Rubin, Frusciante et les autres s'installent dans un manoir de Laurel Canyon sur les hauteurs de Los Angeles entre mai et juin 1991. C'est durant cette période que le documentaire Funky Monks est tourné,.
L'enregistrement se déroule rapidement, l'album étant prévu pour le mois de septembre. À cette époque, Frusciante consomme déjà des stupéfiants avec Flea. Durant les six semaines d'enregistrement, Frusciante compose plus de la moitié de la musique de l'album. Blood Sugar Sex Magik sort le 24 septembre 1991 sous le label Warner Bros. Records et remporte rapidement un immense succès.
Frusciante et Kiedis partent en Europe pour effectuer la promotion de l'album. Cependant, les interviews à répétitions et les nombreuses questions des journalistes se révèlent difficiles pour le guitariste, qui veut rentrer à Los Angeles. La pression médiatique due au succès de l'album est insurmontable, et il sombre dans l'héroïne. Frusciante demande alors à Kiedis de rentrer aux États-Unis pour retrouver sa petite amie de l'époque, ce qu'il accepte. C'est donc seul que Kiedis effectue la promotion européenne de Blood Sugar Sex Magik. La tournée qui s'ensuit est triomphale pour le groupe. Cependant, le malaise de John Frusciante s'accentue. De plus, il déclare entendre des voix lui demandant de quitter le groupe,.
Pendant ce temps, les Red Hot Chili Peppers sympathisent avec les Smashing Pumpkins et Pearl Jam, qui effectuent leurs premières parties en tournée. Le groupe participe par ailleurs au Saturday Night Live, un show américain retransmis en direct à la télévision. Les répétitions se passent mal pour le groupe puisque Frusciante est sous l'emprise de l'héroïne et Kiedis appréhende son passage devant les caméras. Ainsi, alors que les Red Hot Chili Peppers doivent interpréter le single Under the Bridge, Frusciante ne commence pas le morceau correctement et Kiedis chante faux,. Pour l'ensemble du groupe, cette soirée est un échec, mais les ventes de l'album continuent d'augmenter et le groupe est toujours bien accueilli.
Cependant, Frusciante continue d'entendre des voix lui demandant de quitter la tournée. Le statut de rock star l'importune de plus en plus. Il décide alors de quitter les Red Hot Chili Peppers. Le 7 mai 1992, alors que le groupe joue à Tokyo, il refuse de monter sur scène et annonce aux trois autres membres son intention de partir. Kiedis le convainc de jouer un soir de plus, ce qu'il accepte, mais Frusciante rentre aux États-Unis dès le lendemain et le groupe doit annuler ses concerts suivants. Kiedis fait alors appel à Arik Marshall, qui joue avec les Red Hot Chili Peppers jusqu'en 1993. Le groupe recrute le guitariste de Jane's Addiction, Dave Navarro pour succéder à Frusciante.

### Toxicomanie et carrière solo (1992-1997)

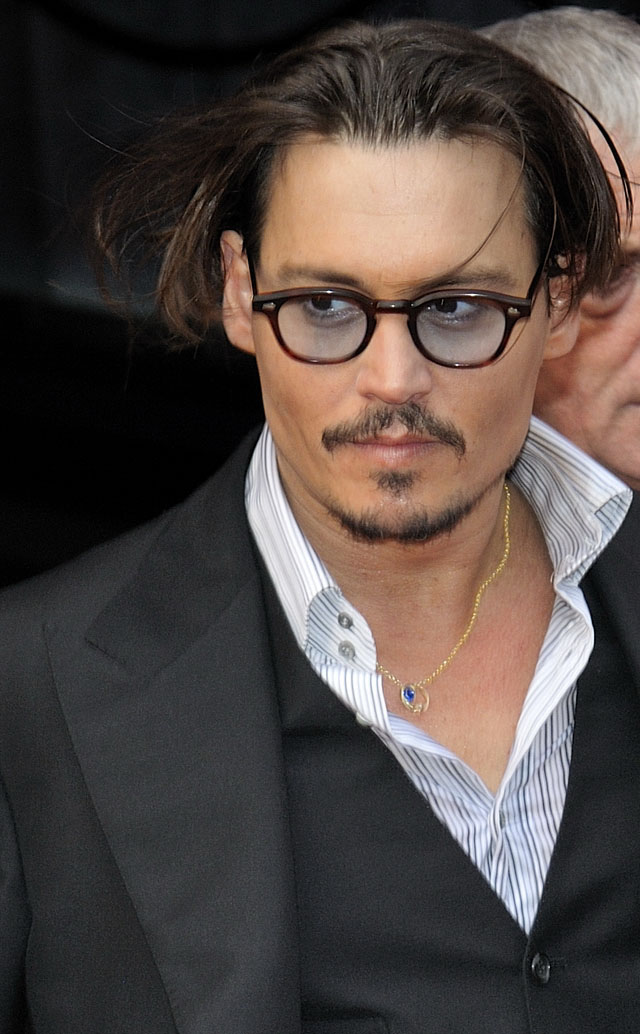
Outre ses nombreuses visites, Johnny Depp a tourné un documentaire sur les conditions de vie de Frusciante à l'époque de son addiction.

Dès son entrée au sein du groupe, Frusciante développe une addiction pour la drogue, qui s'accentue au fil des années. Ainsi, il consomme de la marijuana avec Flea dès 1988, puis prend de l'héroïne après la sortie de Blood Sugar Sex Magik. Après son retour à Los Angeles, Frusciante fait une dépression, pensant qu'il ne pourra plus jamais jouer de la guitare ou écrire des chansons,. Durant les mois qui suivent, il se concentre sur la peinture et enregistre des bandes composées de chansons écrites chez lui, dans des chambres d'hôtel et pendant l'enregistrement de Blood Sugar Sex Magik. Pour apaiser son mal-être, Frusciante consomme de plus en plus de drogues, notamment de l'héroïne et de la cocaïne.
Il déclare ainsi : « Tout me rendait malheureux, alors j'ai décidé un jour de passer ma vie sous héroïne et cocaïne car c'était le seul moyen de me sentir heureux. ». En 1992, Frusciante vit avec sa petite amie sur les hauteurs de Los Angeles. Flea garde cependant le contact et lui rend visite à son domicile. Cependant, son addiction le rend instable et dangereux pour lui-même : il s'inflige de nombreuses blessures aux bras, et menace de brûler sa propre maison. De plus, en octobre 1993, son ami proche River Phoenix succombe à une overdose, mais Frusciante ne change pas ses habitudes et continue de s'administrer des drogues.
En mars 1994, John Frusciante sort son premier album en solo, intitulé Niandra Lades and Usually Just a T-Shirt. Quelques mois avant sa sortie, plusieurs de ses amis tels que Flea, Johnny Depp, Gibby Haynes et Perry Farrell l'ont encouragé à enregistrer un album en solo. Le disque, paru sous le label American Recordings est composé de bandes enregistrées dans sa propre maison. L'album est scindé en deux parties : la première est enregistrée pendant les sessions de Blood Sugar Sex Magik, entre mai et juin 1991. La seconde l'est entre la fin de l'année 1991 et le début de l'année 1992. Niandra Lades and Usually Just a T-Shirt se caractérise par une atmosphère psychédélique ponctuée de nombreux effets de guitare et d'un chant pauvre.
Sa sortie est un échec commercial pour le guitariste puisque seulement 45 000 copies sont vendues,. Par ailleurs, Frusciante entre en conflit avec le label des Red Hot Chili Peppers, Warner Bros. Records, qui demande les droits d'auteur de ses chansons. En effet, le guitariste ne fait plus partie du groupe mais la clause du contrat sur le départ de Frusciante stipule que les droits sont destinés à la maison de production. Cependant, John Frusciante manifeste une opposition à ce que Warner Bros. Records détienne les droits d'auteur. Son ancien label finit donc par céder ses droits au label de Rick Rubin American Recording.
Alors que Frusciante demeure dans l'addiction, un article du New Times LA le décrit comme un « squelette ambulant ». Ses bras portent en effet de nombreuses séquelles de l'usage de drogues. Frusciante passe les trois années suivantes dans sa maison sur les collines de Los Angeles. Chaque mur de celle-ci est couvert de graffitis. Pendant ce temps, Johnny Depp et Gibby Haynes, ses amis proches, lui rendent visite et filment un court documentaire, intitulé Stuff, sur les conditions de vie sordides de Frusciante dans sa demeure. Dans les mois qui suivent, sa maison prend feu, et il est victime de plusieurs brûlures. De plus, sa collection de guitares et de nombreux albums sont détruits dans l'incendie. En 1996, John Frusciante est victime d'une overdose qui manque de le tuer. En 1997, il décide de sortir son deuxième album en solo. Le 26 août 1997, Smile from the Streets You Hold est édité sous le label Birdman Records. Frusciante admet que les fonds récoltés par les ventes de ce disque seront utilisés pour s'approvisionner en drogues. Caractérisée par une atmosphère sombre et mystique, la majorité des morceaux sont écrits par Frusciante bien avant l'enregistrement de l'album. Deux chansons sont coécrites avec son ami proche River Phoenix,.

### Désintoxication et réintégration des Red Hot Chili Peppers (1997-2002)

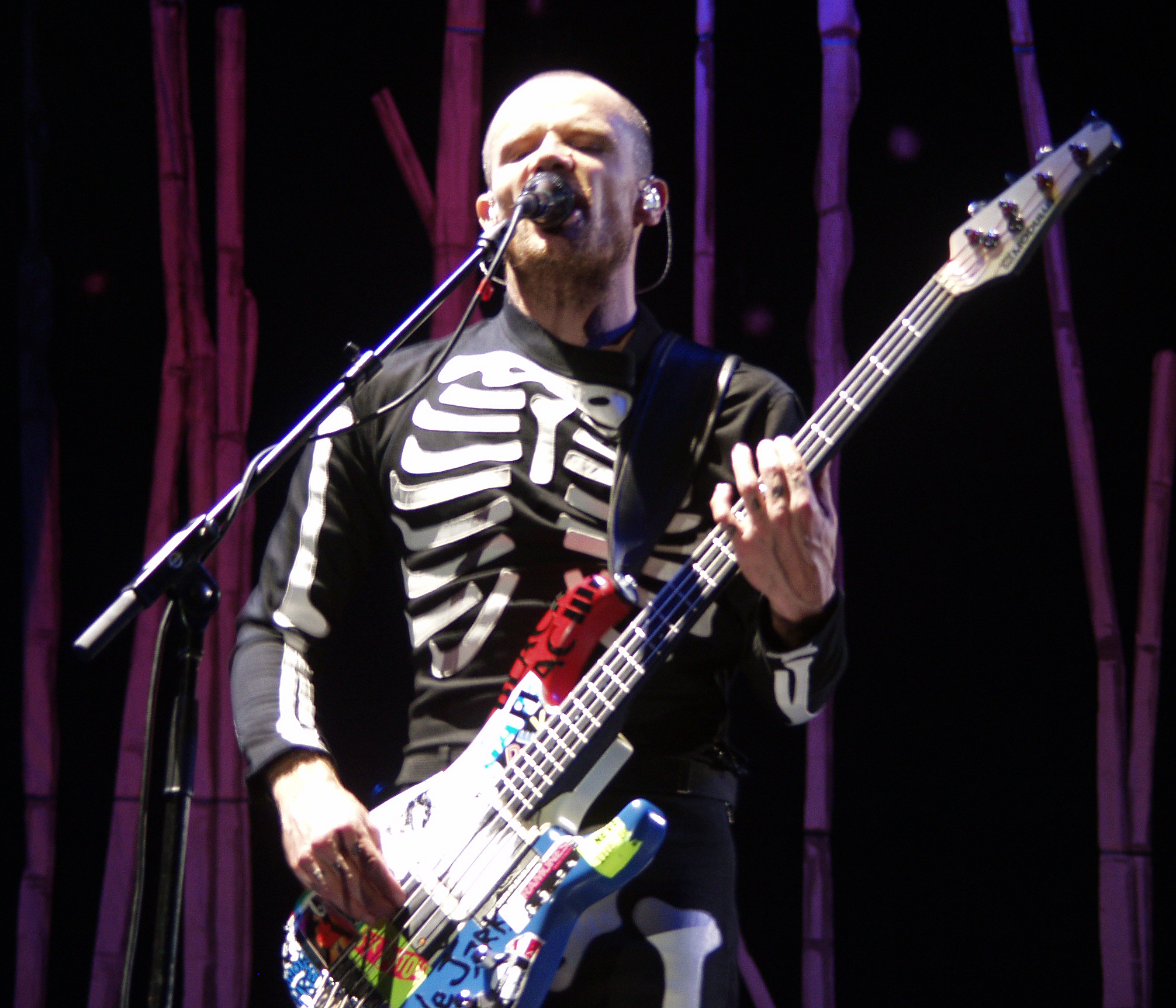
Frusciante a réintégré les Red Hot Chili Peppers sur demande de Flea.

En novembre 1997, John Frusciante donne une interview au magazine Guitar Player, dans laquelle il avoue se sentir mieux. Cependant, son discours est toujours considéré comme délirant étant donné le degré de son addiction. La même année, alors qu'il a toujours de sérieux problèmes de drogues et d'alcool, il décide de reprendre sa santé en main. Conseillé par son ami de longue date Bob Forrest, membre des Thelonious Monsters, il intègre en janvier 1998 la clinique Las Encinas, un centre de désintoxication à Pasadena, en Californie. Il reçoit par ailleurs de nombreux soins dentaires, destinés à réparer les nombreux dégâts causés par la drogue, ainsi qu'une greffe de peau pour ses bras. Un mois plus tard, Frusciante sort de clinique en pleine santé.
Après son expérience, il décide de changer totalement ses habitudes passées. Guéri de la dépendance aux drogues, il se penche tout d'abord vers un style de vie tendant vers l'ascétisme. De plus, il modifie radicalement son alimentation et pratique le yoga et le Vipassana bhavana,. Afin de se concentrer sur la musique, Frusciante choisit l'abstinence sexuelle. Ces nombreux changements lui permettent d'être en bonne santé et d'éviter une éventuelle rechute dans la consommation de drogues. Malgré son passé de toxicomane, Frusciante ne considère pas ces années comme une « période sombre » de sa vie. Il juge qu'il vit désormais une « renaissance dans laquelle il a vidé ses esprits. ». En avril 1998, les Red Hot Chili Peppers se séparent du guitariste Dave Navarro, avec lequel ils ont enregistré One Hot Minute en 1995. Alors que le groupe est au bord de la dissolution, Flea propose à Kiedis de réintégrer John Frusciante, libéré de ses addictions. Anthony Kiedis approuve et Flea se rend chez Frusciante pour lui annoncer la nouvelle. Ce dernier lui donne en guise de réponse : « Rien ne pourrait me rendre plus heureux au monde. ». John Frusciante réintègre officiellement les Red Hot Chili Peppers, et le groupe planifie l'enregistrement de son prochain album.
Californication est enregistré en 1999. Le retour de Frusciante à la guitare harmonise la vie du groupe et l'enregistrement de son disque. Frusciante fait découvrir aux autres son nouveau style de vie, et dévoile davantage son amour inconditionnel pour la musique. Le batteur Chad Smith déclare : « Il respire l'art et la musique jour et nuit, c'est sa raison d'être. ». Frusciante avouera à plusieurs reprises que le travail réalisé sur Californication est son préféré. L'album remporte un grand succès auprès des fans, et Frusciante connaît de nouveau une notoriété internationale. Pendant la tournée, Frusciante continue d'écrire ses propres chansons, en vue de sortir un nouvel album en solo,. Après deux ans de concerts, il enregistre To Record Only Water for Ten Days. Bien que Frusciante ne soit plus dépendant aux drogues à cette époque, l'album arbore le même style que les deux précédents, mêlant des textes mélancoliques et cryptiques,. Cependant, le son est de meilleure qualité que ses deux albums précédents et inclut davantage d'influences electro et new wave,. En effet, en plus de nombreux effets de guitare, John Frusciante expérimente l'usage de synthétiseurs. Pour la première fois dans sa carrière solo, le guitariste organise sa propre tournée, sa condition physique s'étant nettement améliorée. La même année, Frusciante et le reste du groupe préparent l'enregistrement d'un nouvel album studio, By the Way. À cette époque, Frusciante considère cette période comme étant la meilleure de sa vie. Son souhait d'améliorer son jeu de guitare pour cet album, est motivé par son envie de s'inspirer de guitaristes comme Johnny Marr, John McGeoch et Andy Partridge. Ces musiciens qui n'étaient pas juste des techniciens mais travaillaient les textures". De même que pour Californication, il se met à écrire des morceaux durant la réalisation de By the Way en vue de les enregistrer sur son prochain album studio. By the Way sort le 9 juillet 2002 aux États-Unis.

### Une double carrière (2002-2007)

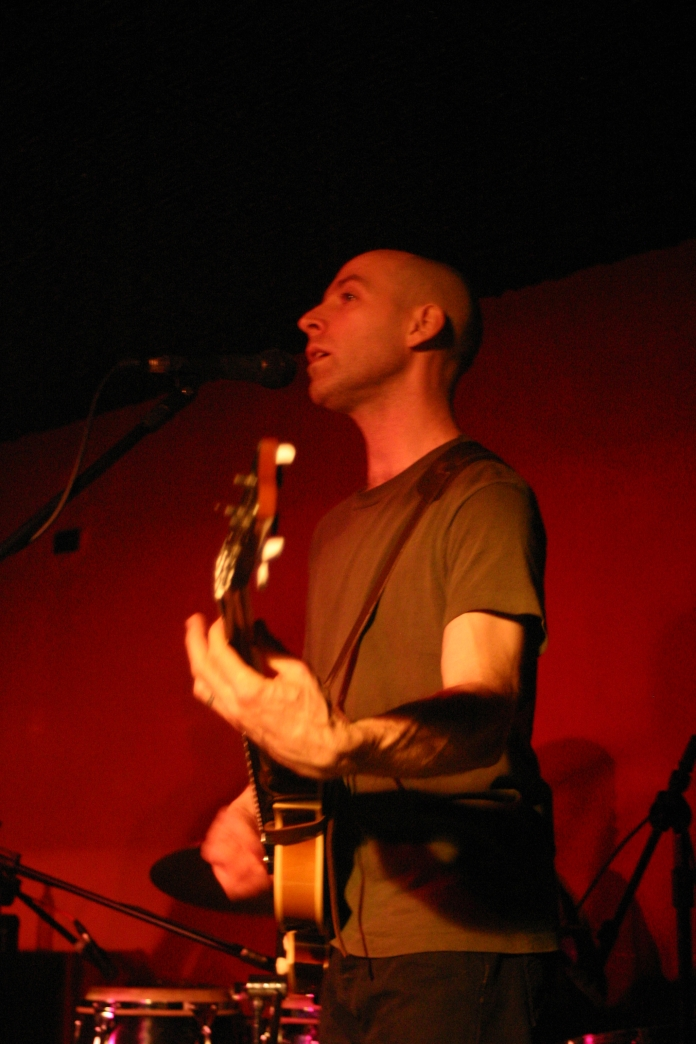
Frusciante a un temps collaboré avec Joe Lally dans un projet musical parallèle aux Red Hot Chilli Peppers.

En 2003, le magazine musical Rolling Stone classe Frusciante comme étant le dix-huitième meilleur guitariste de tous les temps. En février 2004, il commence un projet parallèle aux Red Hot Chili Peppers. En effet, il réunit Joe Lally, du groupe Fugazi et Josh Klinghoffer dans un groupe qu'il nomme Ataxia. Les trois hommes se voient pendant environ deux semaines, et enregistrent près de quatre-vingt dix minutes de musique ensemble,. Après deux jours d'enregistrement en studio, Ataxia joue deux concerts à Hollywood, puis retourne en studio, avant de se séparer. Le même mois, Frusciante sort son quatrième album en solo, intitulé Shadows Collide with People. Frusciante veut rendre hommage à plusieurs de ses amis, avec la participation de Flea, Klinghoffer, ou encore Chad Smith. En juin 2004, il annonce vouloir enregistrer six albums solo en six mois. Le premier opus, intitulé The Will to Death, paraît en juin 2004. Puis, s'ensuivent Automatic Writing en août, DC EP en septembre, Inside of Emptiness en octobre, A Sphere in the Heart of Silence en novembre, et Curtains en décembre. Chaque album est un mélange d'une multitude de chansons écrites par Frusciante entre décembre 2003 et juin 2004. Selon l'album, ils comprennent entre quatre et douze titres,. Avec la réalisation de Curtains, Frusciante produit son premier clip vidéo depuis ceux de To Record Only Water for Ten Days, tourné pour le morceau The Past Recedes. Pour chaque album, Frusciante avoue sa volonté d'enregistrer rapidement, en évitant les nouvelles technologies et ainsi des frais supplémentaires.
Au début de l'année 2005, il retourne en studio avec les Red Hot Chili Peppers pour travailler sur son cinquième album studio avec le groupe, Stadium Arcadium. Son jeu de guitare mélange un style funk rock de l'époque Blood Sugar Sex Magik  à un son pop rock de la période By the Way. Pour Stadium Arcadium, Frusciante change radicalement sa technique de solos. En effet, sur Californication, le guitariste les compose à l'avance, alors que sur Stadium Arcadium, il mise plus sur l'improvisation en studio. Plusieurs revues mettent en avant les influences évidentes de Jimi Hendrix sur les solos de Frusciante, ce qui est confirmé par l'intéressé. Il utilise par ailleurs de nombreux effets de guitare et s'adonne également à d'autres instruments comme le synthétiseur et le mellotron. Il travaille continuellement avec le producteur Rick Rubin afin de perfectionner son jeu.
Parallèlement à sa carrière avec les Red Hot Chili Peppers, Frusciante entreprend une collaboration avec le groupe The Mars Volta, dont est issu son ami Omar Rodríguez-López. Il participe ainsi à l'enregistrement de leur album De-Loused in the Comatorium, et y joue de la guitare sur le morceau Cicatriz ESP. Puis, il apporte également sa contribution à l'album Frances the Mute. Sa collaboration avec The Mars Volta atteint son apogée lorsqu'il participe en 2006 à l'enregistrement de l'album Amputechture, où il joue de la guitare sur la majorité des titres de l’œuvre. Pour le remercier de son partenariat avec The Mars Volta, Omar Rodríguez-López joue sur plusieurs des albums solo de Frusciante, comme Curtains et fait même une apparition sur l'album Stadium Arcadium, sur le morceau Especially in Michigan.

### Départ des Red Hot Chili Peppers et diverses collaborations (2007-2012)

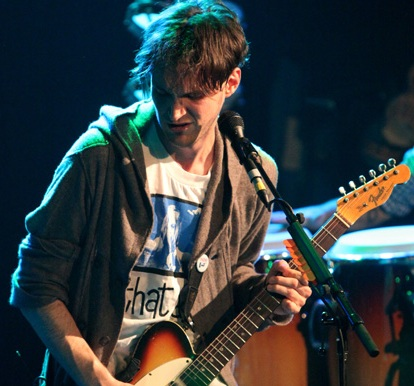
Josh Klinghoffer succède à John Frusciante après son second départ des Red Hot Chili Peppers.

Après la sortie de l'album Stadium Arcadium, les Red Hot Chili Peppers entament une nouvelle tournée internationale entre mai 2006 et août 2007. Parallèlement, John Frusciante entre de nouveau en studio avec le groupe Ataxia, avec lequel il enregistre leur second album, AW II. Au début de l'année 2008, Anthony Kiedis confirme que les Red Hot Chili Peppers entament une pause dans leur carrière, dont la durée est indéterminée. Kiedis explique que les phases de travail du groupe sont ininterrompues depuis Californication, en 1999. Frusciante quitte alors le groupe durant cette période mais n'annonce aucun départ officiel. Il profite de cette pause musicale pour sortir son dixième album studio. Intitulé The Empyrean, cet album concept est enregistré entre 2006 et 2008 mais ne sort qu'en 2009. Le guitariste du groupe The Smiths Johnny Marr, Flea ainsi que Josh Klinghoffer collaborent à l'enregistrement de l'album,. Après la sortie de l'album The Empyrean, Frusciante poursuit sa collaboration avec The Mars Volta et leur album Octahedron, sorti en juin 2009,. Entretemps, il forme un trio de musique électronique avec Chris McDonald et Aaron Funk, « Speed Dealer Moms ».
En octobre 2009, les Red Hot Chili Peppers annoncent leur retour en studio et un nouvel album en préparation. Frusciante étant resté distant, Josh Klinghoffer est désigné nouveau guitariste du groupe. Ce n'est qu'en décembre 2009 que Frusciante officialise son départ définitif des Red Hot Chili Peppers. Le guitariste explique que ses envies musicales différent de celles du groupe, et qu'il souhaite se consacrer à ses projets personnels.
En 2010, Frusciante poursuit ainsi ses diverses collaborations. Son ami Rodríguez-López l'engage comme producteur exécutif pour son premier film, The Sentimental Engine Slayer. La même année, les deux guitaristes réalisent deux albums en commun. Le premier est intitulé  Omar Rodriguez-Lopez & John Frusciante. Sur ce dernier, Frusciante joue de la guitare, de la basse et des synthétiseurs. Aucun musicien additionnel ne participe à l'enregistrement. Le second, Sepulcros de Miel regroupe Frusciante, Omar Rodriguez-Lopez, son frère Marcel Rodriguez-Lopez ainsi que l'ancien bassiste de The Mars Volta et Racer X, Juan Alderete. En décembre 2011, les Red Hot Chili Peppers sont nommés pour entrer au Rock and Roll Hall of Fame de 2012. Anthony Kiedis, interviewé pour l'occasion, doute de la venue de Frusciante pour la cérémonie qui doit se dérouler en avril 2012, mettant en avant le malaise créé par son éventuelle apparition. Le bassiste Flea ajoute quant à lui que son talent a beaucoup apporté au groupe durant sa carrière et qu'il est un excellent musicien. Finalement, Frusciante décline l'invitation et n'assiste pas à la cérémonie, mais est introduit au Rock and Roll Hall of Fame en tant qu'ancien membre des Red Hot Chili Peppers.

### Letur-Lefr, PBX Funicular Intaglio Zone etEnclosure(2012–2019)

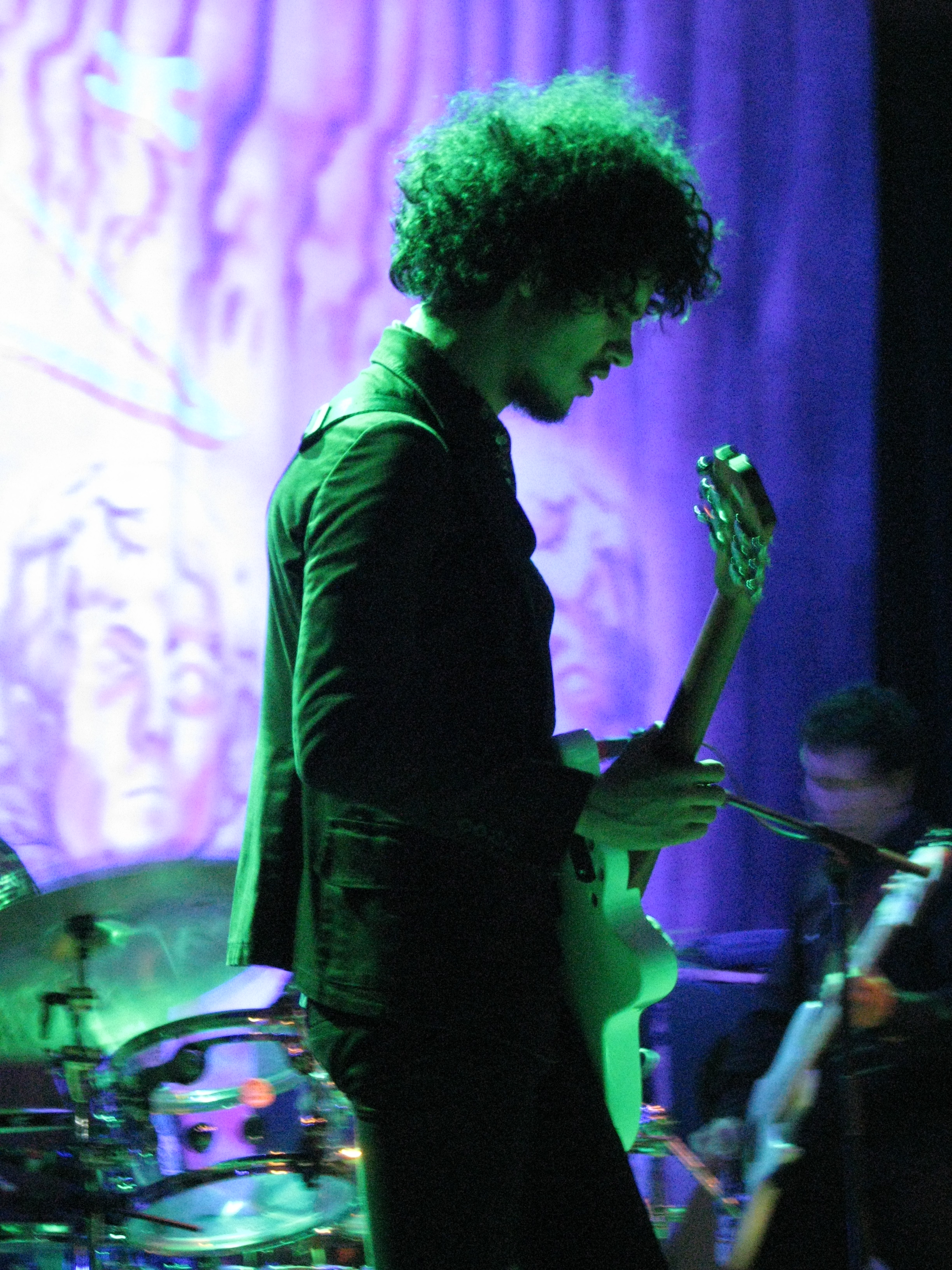
Après plusieurs années de collaboration avec Omar Rodríguez-López, Frusciante préfère poursuivre ses projets en solo.

En mai 2012, dans une interview accordée au Blare Magazine, Omar Rodríguez-López doute d'une nouvelle collaboration entre Frusciante et lui. Il précise que ce dernier refuserait tout projet à but commercial. Frusciante réalise un nouvel Extented Play (EP), intitulé Letur-Lefr, qui sort en juillet 2012 sous le label Record Collection. Outre l'écriture et la composition des morceaux, Frusciante est également l'auteur de la pochette. Malgré les influences de Jimi Hendrix, Letur-Lefr marque un nouveau changement dans sa technique musicale avec l'utilisation de boîte à rythmes, de synthétiseurs et l'incorporation de hip-hop. Il collabore avec plusieurs artistes tels que Kinetic 9 et Masia One. Sa femme Nicole Turley effectue une partie des chœurs. En septembre 2012, Frusciante sort son onzième album studio, PBX Funicular Intaglio Zone. Comme sur son précédent opus, il écrit et compose tous les morceaux, mélange plusieurs genres musicaux, considérant sa musique comme de la « synthpop progressive ». Kinetic 9 participe de nouveau à l'enregistrement, bien que Frusciante joue tous les instruments présents. Il y incorpore toutefois un solo de violon joué par Laena Geronimo. Le 7 avril 2013, Frusciante poste sur son site une chanson intitulée Wayne, en hommage à son ami proche Wayne Forman.
Le 18 février 2014, il propose en téléchargement gratuit la nouvelle chanson Scratch. Le 7 avril 2014, John Frusciante est de retour avec un nouvel album intitulé Enclosure. La conception de ce disque est étroitement liée à l’enregistrement de l’album Medieval Chamber des Black Knights dont il avait assuré la production l’année précédente.
Le 6 avril 2015, Frusciante sort sous l'alias Trickfinger un album entièrement électronique. Les huit pistes que compte l'opus confirment l’intérêt que porte le musicien à l'exploration de nouvelles voies d'expression musicale. La programmation de boîtes à rythme et les synthétiseurs y remplacent le chant et la guitare.  

### Second retour au sein des Red Hot Chili Peppers (2019-)
En octobre 2019, John Frusciante et Josh Klinghoffer sont conviés au mariage de Flea. Les deux hommes sont en froid depuis plusieurs années, Frusciante ayant été froissé par le fait que Kinghoffer le remplace aussi rapidement au sein des Red Hot Chili Peppers en 2009. Deux mois plus tard, Anthony Kiedis, Chad Smith et Flea convoquent Klinghoffer pour lui annoncer qu'il est remercié et remplacé par Frusciante. « Ça a été un choc énorme », confie Klinghoffer, qui a accompagné le groupe pendant près de dix ans. Une heure plus tard, le groupe officialise la nouvelle sur les réseaux sociaux et annonce le retour de John Frusciante. Anthony Kiedis explique les conditions de sa réintégration : « Lorsqu'il nous a confié qu'il voulait à nouveau être des nôtres, on n'a tout simplement pas pu dire non. La situation était limpide. On ne claque pas la porte au nez à son frère. ». De son côté, Frusciante confie avoir réfléchi sur la place qu'il tenait dans le groupe avant son départ et l'héritage artistique laissé au public.
Durant les dix années qui ont suivies son second départ du groupe, John Frusciante ne joue quasiment plus de guitare, mais écrit des progressions d'accords, qu'il propose à ses camarades lors de leurs nouvelles séances de répétitions dans le but de préparer l'enregistrement de l'album Unlimited Love. L'une de ses compositions donne naissance à la chanson White Braids & Pillow Chair. L'enregistrement a lieu à Malibu, en Californie au manoir de Rick Rubin, qui produit l'album. L'enregistrement des chansons a lieu dans les conditions live afin de préserver l'authenticité de leur conception,. L'album paraît le 1er avril 2022, et le groupe effectue une tournée estivale marquant le retour de John Frusciante en concert.

## Personnalité artistique

### Matériel

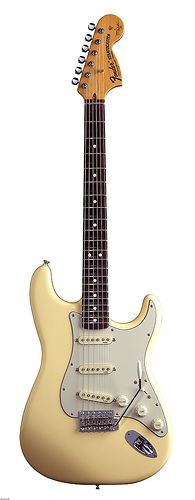
La Fender Stratocaster demeure la guitare préférée de Frusciante durant de nombreuses années.

La musique de Frusciante est liée à une affinité pour les guitares vintage. Il utilise une guitare particulière pour chaque morceau joué. Il utilise aussi très souvent des amplificateurs Marshall amplification en concert. Lorsque sa maison brûle en 1996, toutes ses guitares sont perdues. La première guitare qu'il achète après son arrivée au sein des Red Hot Chili Peppers est une Fender Jaguar. Après son retour au sein du groupe en 1999, Anthony Kiedis lui offre une Fender Stratocaster de 1962. Il l'utilise comme guitare principale dès l'enregistrement de Californication puis sur tous les albums suivants du groupe, ainsi qu'en tournée. Il possède également une Fender Stratocaster de 1955 avec la touche du manche en érable. Il utilise cette dernière sur des morceaux comme The Zephyr Song et Dani California. Il possède une Gretsch White Falcon, utilisée sur l'album Californication pour Californication et Otherside. En session acoustique, Frusciante travaille avec une Martin des années 1950.
En 2007, il apprend la programmation de plusieurs instruments sur plusieurs genres musicaux dont de l'acid house. Après avoir de nouveau quitté les Red Hot Chili Peppers en 2009, il renouvelle son matériel et choisit comme guitare principale une SG2000s de la marque Yamaha ou Roland. Il utilise également un synthétiseur de cette même marque, dont il se sert pour ses mélodies de musique électronique.

### Technique de jeu
Le jeu de guitare de John Frusciante est caractérisé par un accent sur la mélodie, le ton et la structure musicale en dépit de la virtuosité et de la technique. Bien que des influences virtuoses soient constatées durant sa carrière, Frusciante avoue qu'elles sont souvent minimisées dans son jeu,. Il considère que la maîtrise de la guitare n'évolue guère depuis les années 1960 et que les meilleurs guitaristes ont joué durant cette décennie. Lorsqu'il est adolescent dans les années 1980, Frusciante constate que le jeu des guitaristes punk et new wave est essentiellement caractérisé par leur vitesse, au détriment d'un résultat propre. Il désigne comme tel le jeu de certains guitaristes comme Matthew Ashman du groupe Bow Wow Wow et Bernard Sumner de Joy Division.
Malgré ce constat négatif, Frusciante se considère comme un fan de cette technicité, en citant des guitaristes comme Randy Rhoads ou Steve Vai. Il nuance cependant en précisant qu'une telle virtuosité ne permet pas de progresser et ne procure pas d'émotion au public,. Pensant qu'il ne doit pas focaliser son jeu sur des sons « propres », Frusciante développe une technique de jeu qu'il juge « encrassée », qui lui permet de « maltraiter » sa guitare en utilisant différentes formes de distorsions pendant ses solos. Il ajoute par ailleurs qu'il souhaite rompre avec un jeu classique de rock alternatif et élargir ses horizons musicaux par la fusion de genres comme le rock indépendant, rock expérimental, le Lo-fi et la synthpop
,. Il juge en effet la production de nombreux guitaristes comme sans prise de risque.
À partir de l'année 2007, Frusciante développe ses connaissances en ingénierie sonore lorsqu'il commence à composer sa propre musique électronique. Il apprend notamment à mélanger d'autres genres musicaux, en incorporant du hip-hop et du R&B, ou en créant ses propres partitions de batterie à l'aide d'une boîte à rythmes. L'artiste précise que ces techniques nouvelles ont une influence sur la composition de l'album Letur-Lefr. Lors de l'enregistrement de PBX Funicular Intaglio Zone, Frusciante cherche une nouvelle façon de jouer de la guitare, avec des styles de musique innovants qu'il étudie lorsqu'il apprend la programmation. Il relève que l'aspect de cet album est une combinaison de styles musicaux potentiellement bons auxquels il pense depuis des années, mais dont il ignore comment les mélanger.
Lorsque John Frusciante réintègre les Red Hot Chili Peppers en 2019, il n'a pas joué de guitare depuis près de dix ans. Ce manque de pratique révèle quelques lacunes techniques par rapport à son dernier travail avec le groupe sur Stadium Arcadium. Sur Unlimited Love, son jeu s'appuie sur la texture et les effets, mettant davantage en avant les lignes de basses de Flea. Ce propos est nuancé cependant par Frusciante lui-même. Dans une interview de plusieurs heures accordée à Rick Rubin sur son podcast Broken Records,,,, il explique que pendant la période en dehors des Red Hot Chili Peppers, il a continué à pratiquer la guitare, notamment en accompagnant des artistes qu'il aime. Il affirme avoir beaucoup appris sur la composition (particulièrement en musique classique) à ce moment-là, notamment en écoutant Genesis. La progression d'accords de la chanson White Braids & Pillow chair sera issue de ce travail. Il dit aussi avoir changé son approche de la guitare et moins chercher à impressionner l'audience que sur l'album Stadium arcadium, ce qui explique son style de jeu, plus en retrait sur l'album Unlimited Love.

### Technique d'enregistrement
Les techniques d’enregistrement de Frusciante évoluent au fil des albums. En effet, sur ses premiers disques, il reste favorable à de nombreuses imperfections, notamment des chants faux et des guitares désaccordées. À l'inverse, sur ses albums plus récents, comme Shadows Collide With People, il pense le contraire, et ne tolère aucune erreur,.
Pour l'écriture de ses textes, Frusciante prend le temps nécessaire et ne veut bâcler aucun morceau,. La plupart de ses solos sont d'abord joués sur une guitare acoustique ou non-électrique. Par ailleurs, il préfère enregistrer sa musique sur des bandes analogiques et travailler avec un équipement studio primitif. Il précise en effet que le matériel usagé est, selon lui, plus rapide que l'équipement récent, ce dernier ne donnant qu'une illusion d'enregistrer plus rapidement.
De plus, Frusciante apprécie le défi d'enregistrer un album en un minimum de prises, considérant qu'une session trop longue peut rapidement provoquer une frustration due au perfectionnisme,. Enfin, Frusciante décrit les technologies récentes et notamment l'ordinateur, comme un instrument de musique, et trouve l'habileté à mélanger les vieilles et nouvelles techniques d'enregistrement. Il note que sa façon de travailler sur la globalité de l'album, et non pas morceau par morceau, est facilitée par sa maîtrise de ces dernières.

### Chant et paroles
Avec les Red Hot Chili Peppers, le guitariste choisit le plus souvent une voix de fausset de tessiture ténor. Il débute avec ce style de chant lors de l’enregistrement de Blood Sugar Sex Magik. Malgré son enthousiasme pour le groupe, Frusciante juge que son travail doit être davantage séparé de celui du groupe. Ainsi, lorsque Kiedis lui demande d'inclure le morceau Living in Hell, qu'il a écrit, sur l'album Californication Frusciante refuse. De plus, il n'est jamais vraiment satisfait du résultat final, bien qu'il trouve les albums bons,.
Les premiers textes en solo de Frusciante sont écrits alors que celui-ci est sous l'emprise de la drogue. Il chante selon différents styles vocaux sur ses albums solo. Alors qu'il adopte un chant crié sur Niandra Lades and Usually Just a T-Shirt et Smile from the Streets You Hold, il privilégie un chant plus conventionnel sur les albums suivants. Dès son premier album en solo Niandra Lades and Usually Just a T-Shirt, les textes de Frusciante abordent les thèmes de la mélancolie. Plus généralement, les paroles de Frusciante sont difficilement interprétables et diffèrent de son travail avec les Red Hot Chili Peppers. L'artiste parle d'émotions fortes telles que la peur, la colère et l'amour. De même, sur Smile From The Streets You Hold, Frusciante dévoile ses émotions personnelles, ce qu'il entreprend également douze ans plus tard sur The Empyrean, considéré comme un journal intime du guitariste.
To Record Only Water for Ten Days est le premier album de Frusciante enregistré après sa cure de désintoxication. Il est un mélange de ses deux premiers disques, avec des textes abstraits, mystérieux mais des arrangements vocaux soignés et un message d'espoir de l'artiste. Shadows Collide With People qui réunit les autres membres des Red Hot Chili Peppers, hormis Anthony Kiedis, ainsi que Josh Klinghoffer, souligne la guérison définitive de Frusciante sur son addiction.
The Will to Death est dans la lignée de Shadows Collide With People ainsi que To Record Only Water for Ten Days et constitue une auto-thérapie pour le guitariste, avec des textes similaires, sur le thème de l'espoir. Ses amis Omar Rodriguez-Lopez et Josh Klinghoffer collaborent sur Inside of Emptiness, qui aborde des sujets tels que l'amour, l'amitié et la colère. De nouveau impliqué dans l'enregistrement de l'album suivant, A Sphere in the Heart of Silence, Klinghoffer signe des textes ambigus et parfois indéchiffrables. En 2005, Curtains exprime de nouveau la peur, le doute et le dégoût de soi, mais également la joie de vivre de Frusciante après sa guérison.

### Influences

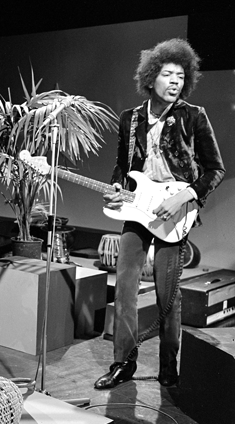
Jimi Hendrix demeure une des influences principales de Frusciante.

L'influence la plus prononcée dans le jeu de guitare John Frusciante est celle de Jimi Hendrix. Lorsqu'il voit les Red Hot Chili Peppers en concert en 1985, il se met à admirer leur guitariste Hillel Slovak. Bien que ces derniers soient les influences principales de Frusciante, il est également inspiré par des artistes glam rock tels que David Bowie et T. Rex, mais également par Captain Beefheart, Frank Zappa, The Residents, The Velvet Underground et Kraftwerk,. Alors qu'il est enfant, des musiciens comme Joe Strummer de The Clash, Greg Ginn de Black Flag et Pat Smear de The Germs lui donnent envie de s'adonner à la guitare. Ce n'est que quelques années plus tard, à l'adolescence, que son attention se focalise sur Jimi Hendrix, comme le font Public Image Ltd., The Smiths et XTC quelques années auparavant
. Une autre influence majeure de Frusciante est John McGeoch pour ses albums enregistrés avec Siouxsie and the Banshees et Magazine. « John McGeoch est un tel guitariste, j'aspire à être comme lui. Il a une nouvelle idée brilliante pour chaque chanson. Je joue habituellement en écoutant ce qu'il fait sur les disques de Magazine et de Siouxsie and the Banshees comme Juju ».
Pendant l'enregistrement de Blood Sugar Sex Magik, Frusciante cite Robert Johnson, Leadbelly et Captain Beefheart comme références principales,. Sur les albums Californication et By the Way, le guitariste crée de nouvelles textures inspirées de guitaristes post-punk comme Vini Reilly de The Durutti Column et John McGeoch, ainsi que de groupes comme The Smiths, The Cure et Fugazi. Sur l'album By the Way, Frusciante souhaite se focaliser sur des groupes punk rock comme The Germs et The Damned mais le producteur Rick Rubin ne l'y encourage pas, préférant un style similaire à l'album Californication.
En 2006, pendant les sessions d'enregistrement de Stadium Arcadium, Frusciante se sert de ses influences new wave, tout en se concentrant sur sa référence principale, Jimi Hendrix, mais aussi d'Eddie Van Halen. Dans ses travaux récents, l'artiste cite la musique électronique comme influence principale, dont les groupes Depeche Mode, New Order, The Human League, ainsi que Aphex Twin, Peter Rehberg et Christian Fennesz. Durant sa carrière, il change régulièrement les styles qu'il souhaite fusionner, et à chaque album, a une idée précise des mélanges qu'il veut effectuer. Sa personnalité et sa technique inspire des groupes tels que The Mars Volta, Muse, System of a Down, Kottonmouth Kings ou encore Papa Roach.

### Succès commercial
Le style musical de John Frusciante se développe tout au long de sa carrière. Sa popularité auprès des critiques et autres guitaristes atteint sa consécration dans les années 2000. En 2003, le magazine Rolling Stone le classe dix-huitième meilleur guitariste de tous les temps. Parallèlement, un sondage à l'initiative de la radio anglaise BBC 6 Music, désigne John Frusciante comme le meilleur guitariste de ces trente dernières années. Avec les Red Hot Chili Peppers, Frusciante connaît un succès commercial grandissant, le groupe ayant vendu plus de cinquante millions d'albums en 2006
. Il remporte par ailleurs de nombreux prix aux États-Unis, dont six Grammy Awards entre 1993 et 2007
.
En ce qui concerne sa carrière en solo, Frusciante rencontre un succès mitigé ; son album The Empyrean sa classant 4e Top Heatseekers mais 151e au Billboard 200
. De même, Letur-Lefr est en 10e position au Top Heatseekers mais n'est pas classé au Billboard 200. Quant à Shadows Collide With People, il obtient la 11e place au Top Heatseekers et la 191e place au Billboard 200. Les albums Letur-Lefr, The Empyrean et The Will To Death intègrent le Top Independent Albums, mais ne bénéficient guère mieux que de la 36e place (pour The Will To Death).

## Discographie

### Red Hot Chili Peppers
- 1989 : Mother's Milk
- 1991 : Blood Sugar Sex Magik
- 1992 : What Hits!?
- 1999 : Californication
- 2002 : By the Way
- 2003 : Greatest Hits
- 2004 : Live in Hyde Park
- 2006 : Stadium Arcadium
- 2022 : Unlimited Love
- 2022 : Return of the Dream Canteen

### Avec Ataxia
- 2004 : Automatic Writing
- 2007 : AW II

### Avec Omar Rodríguez-López
- 2010 : Omar Rodriguez Lopez & John Frusciante
- 2010 : Sepulcros de Miel

### Albums solo
- 1994 : Niandra LaDes and Usually Just a T-Shirt
- 1997 : Smile from the Streets You Hold
- 2001 : To Record Only Water for Ten Days
- 2001 : From the Sounds Inside
- 2004 : DC EP
- 2004 : Shadows Collide with People
- 2004 : The Will to Death
- 2004 : Inside of Emptiness
- 2004 : A Sphere in the Heart of Silence
- 2005 : Curtains
- 2009 : The Empyrean
- 2012 : Letur-Lefr
- 2012 : PBX Funicular Intaglio Zone
- 2013 : Outsides
- 2014 : Enclosure
- 2015 : Trickfinger
- 2016 : Foregrow EP
- 2017 : John Frusciante presents Trickfinger II
- 2021 : Maya
- 2023 : : I I .